# Pleurobranchaea hedgpethi
Pleurobranchaea hedgpethi är en snäckart som beskrevs av Abbott 1952. Pleurobranchaea hedgpethi ingår i släktet Pleurobranchaea och familjen Pleurobranchidae. Inga underarter finns listade i Catalogue of Life.